# 理查德·塞弗特
理查德·塞弗特（英語：Richard Seifert，1910年11月25日—2001年10月26日）是英國建築師，與理查·羅傑斯和诺曼·福斯特齊名，其代表作為中間點大樓和42大廈。